# Jan Lourens Thalen
Jan Lourens Thalen (Beilen, 25 februari 1909 - Drachten, 24 december 1960) was een Nederlands bestuurder en auteur.

## Leven en werk
Thalen was een zoon van Hilbert Thalen, gemeentesecretaris van Beilen. Hij haalde in 1926 zijn diploma aan de Rijks Hogere Burgerschool in Assen en trad het jaar daarop in dienst als volontair op de secretarie van de gemeente Beilen. Hij werkte vervolgens als ambtenaar in Dwingeloo, Zeist en Beilen. Hij werd uiteindelijk chef van de afdeling financiën.
Tijdens de Tweede Wereldoorlog werkte Thalen als correspondent voor diverse kranten. In 1944 dook hij samen met zijn vader onder. Hij werd opgepakt door de SD en bracht de rest van de oorlog door in diverse Duitse kampen. Na de oorlog keerde hij terug in Beilen en volgde in februari 1946 zijn vader op als gemeentesecretaris. 
In juli 1946 werd Thalen benoemd tot burgemeester van Utingeradeel. Tien jaar later volgde zijn benoeming in Smallingerland. Hij had daarnaast diverse bestuurlijke nevenfuncties.
Thalen overleed op 51-jarige leeftijd aan de gevolgen van een hartaanval. Hij werd begraven op de Zuiderbegraafplaats in Drachten. In die plaats is ook het Thalenpark naar hem vernoemd.
- Nederlandse Thesaurus van Auteursnamen: 25179976X
- Virtual International Authority File: 288873072